# Cườm rụng nhọn
Cườm rụng nhọn hay cùm rụm nhọn (danh pháp hai phần: Ehretia acuminata) là cây lá rụng, thuộc họ Dót (Ehretiaceae). Cây này phân bố ở Nhật Bản, Trung Quốc, Bhutan, Nepal, Lào, Việt Nam, New Guinea và Australia. Hóa thạch cho thấy chúng có nguồn gốc Laurasia. Nhóm cây này chuyển dịch sang Úc và Nam Mỹ qua châu Phi, khi các lục địa còn nối với nhau.
Thường được gọi là Koda ở Úc, cườm rụng nhọn là một cây thường được tìm thấy từ gần Bega ở phía đông nam New South Wales đến Cape York ở xa về phía bắc đông Australia. Môi trường sống Úc là rừng nhiệt đới với nhiều hình thức khác nhau, đặc biệt gần mép các khu vực bị xáo trộn.

## Miêu tả

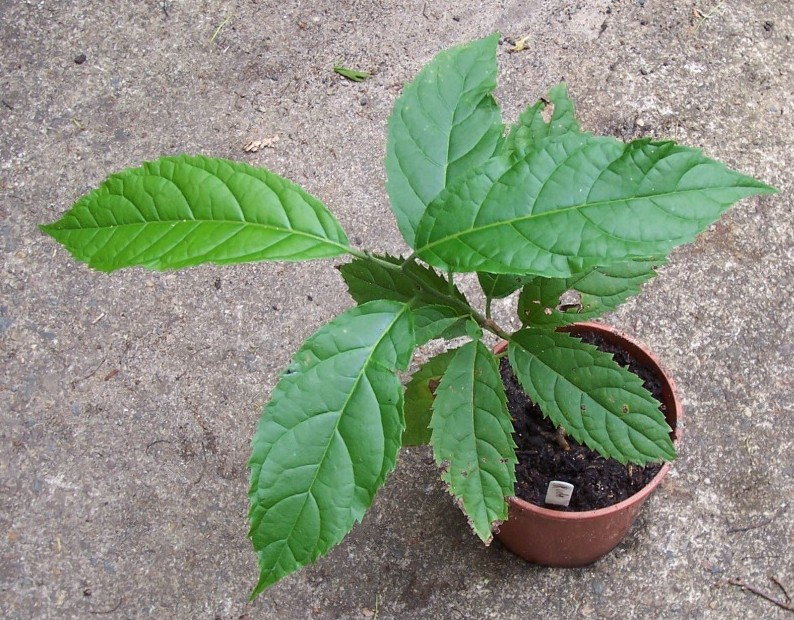
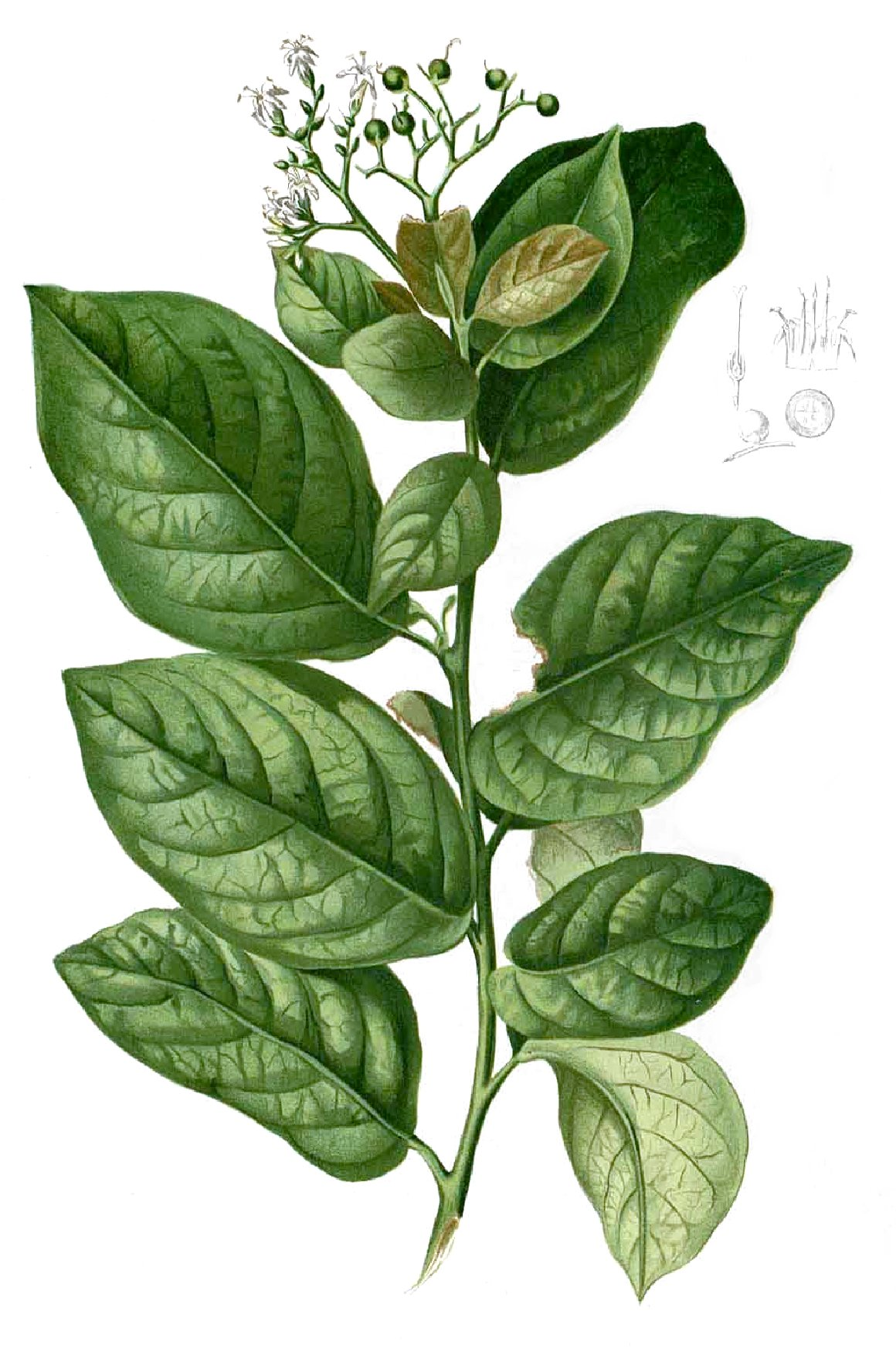

Ehretia acuminata là cây thân gỗ trung bình, hiếm khi cao đến 30 m và đạt đến đường kính thân 90 cm. Vỏ cây màu kem hoặc xám, với những vết nứt dọc thân cây. Vào mùa đông, cây này rụng lá và xuất hiện các rãnh đặc trưng trên thân cây.

## Sử dụng
Cườm rụng nhọn được sử dụng để trồng ven đường lấy bóng mát, xây dựng, gỗ nội thất, cũng như trong y học cổ truyền.